# Drapeau de la province de Luxembourg
Le drapeau de la province du Luxembourg est une tricolore horizontale comprenant les trois couleurs rouge, blanc et bleu ciel ainsi que les armoiries de la province de Luxembourg. C'est le drapeau officiel de la province de Luxembourg, l'une des dix provinces de Belgique. 
Il est volontairement identique au drapeau du Luxembourg, ne différant que par l'ajout des armoiries provinciales au centre de celui-ci, afin de marquer le fait que le Luxembourg actuel et la province belge ne formaient qu'un seul État avant la scission du Grand-duché de Luxembourg par le traité des XXIV articles du 19 avril 1839. 
Au regard de l'histoire du Luxembourg, d'autres drapeaux et emblèmes représentant l'identité luxembourgeoise sont régulièrement utilisés, comme le pavillon de la batellerie et de l'aviation, le blason des armoiries du Limbourg et du Luxembourg ou encore le logo officiel de la province, basé sur le lion rouge de l'ancien duché de Limbourg et le burelé bleu et blanc (« d'argent et d'azur ») de l'ancien duché de Luxembourg.

## Origines

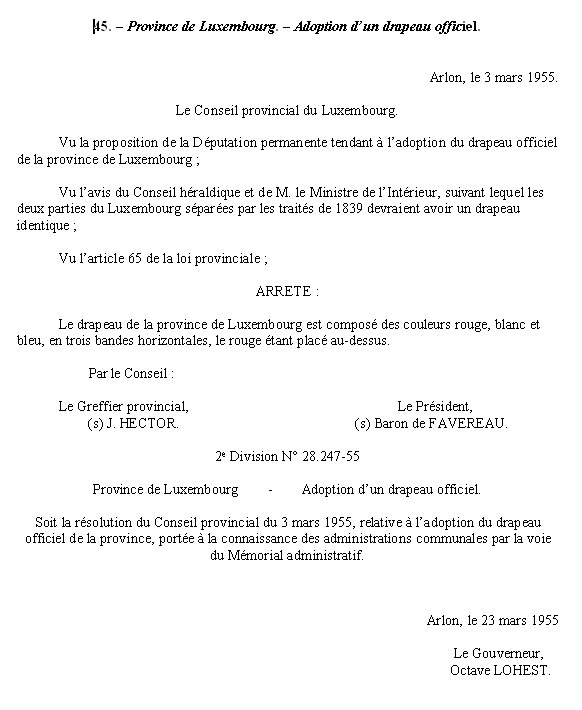
Le texte d'adoption du drapeau par le conseil provincial du 3 mars 1955.

Vu l'histoire du Luxembourg et tout particulièrement la scission du Grand-duché de Luxembourg de 1839, le drapeau de la province de Luxembourg est directement issu du drapeau des Pays-Bas, pays avec lequel le Grand-duché de Luxembourg était en union personnelle de 1815 à 1890, avec deux différences dans les couleurs bleues et rouges, toutes deux plus foncées sur le drapeau néerlandais. De la même manière, il est quasiment identique au Statenvlag, le drapeau de la république des Provinces-Unies, qui est l'ancêtre du Royaume uni des Pays-Bas et qui fut l'une des puissances européennes majeures de 1581 à 1795.
Le drapeau fut adopté officiellement par le conseil provincial de la province de Luxembourg le 3 mars 1955, sous le mandat du gouverneur Octave Lohest, sur base d'un avis du conseil héraldique et après l'accord du ministre de l'Intérieur de l'époque, Piet Vermeylen.

## Composition
Le drapeau de la province de Luxembourg se compose de deux éléments : le drapeau du Luxembourg et les armoiries de la province de Luxembourg, ajoutées au centre de celui-ci.

### Drapeau du Luxembourg
Le drapeau du Luxembourg est une tricolore horizontale comprenant les trois couleurs rouge fraise, blanc pur et bleu clair, aux proportions 1:2 ou 3:5.
| Couleur | ● Rouge Fraise      | ● Blanc Pur   | ● Bleu Clair        |
| ------- | ------------------- | ------------- | ------------------- |
| HTML    | #C73F4A             | #FFFFFF       | #0089B6             |
| RVB     | 199, 63, 74         | 255, 255, 255 | 0, 137, 182         |
| Pantone | PMS 032C (RAL 3018) | (RAL 9016)    | PMS 299C (RAL 5012) |

### Armoiries de la province de Luxembourg

La drapeau de la province de Luxembourg ne diffère de celui du Luxembourg que par l'ajout, au centre, des armoiries provinciales (image), elles mêmes issues des armoiries du Limbourg et du Luxembourg.

Les armoiries de la provinces de Luxembourg sont les suivantes : 

« Burelé d'argent et d'azur au lion de gueules à la queue fourchée et passée en sautoir, armé, lampassé et couronné d'or brochant sur le tout: couronne ducale fermée doublée de gueules et à retroussis d’hermine. »

## Confusion et identité visuelle
D'autres drapeaux et emblèmes sont utilisés en tant qu’identité visuelle, soit de la province de Luxembourg soit des luxembourgeois en général. Parmi eux :
- le pavillon de la batellerie et de l'aviation
- les armoiries du Limbourg et du Luxembourg reprises sur différents blasons de villes et communes luxembourgeoises, comme Arlon.
- le logo officiel de la province de Luxembourg, dont la nouvelle version du 14 septembre 2016, soumise à une charte graphique d'utilisation[4].

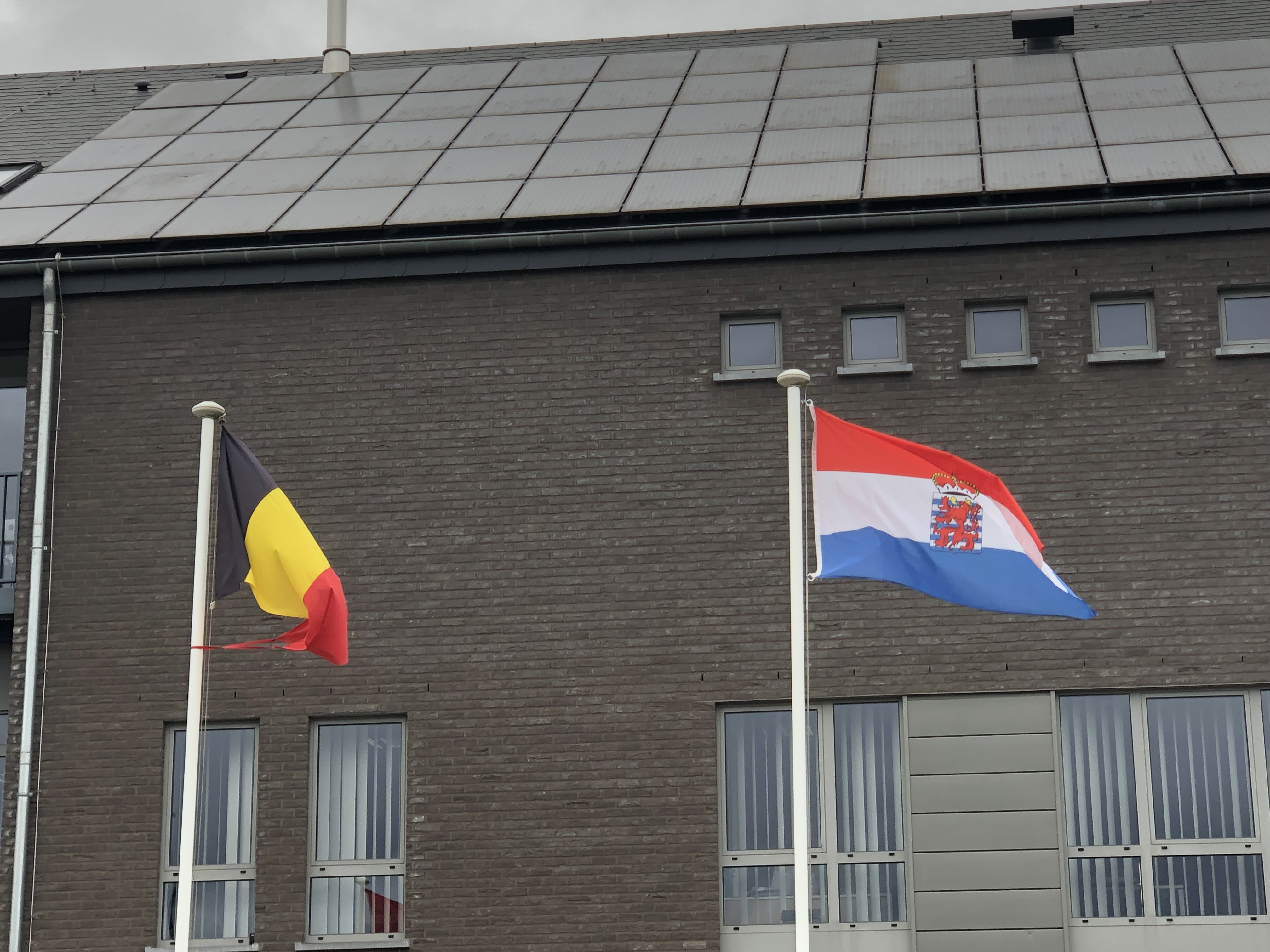
Le drapeau de la Belgique et celui de la province de Luxembourg, flottant conjointement devant l'Institut provincial de formation de Bastogne.
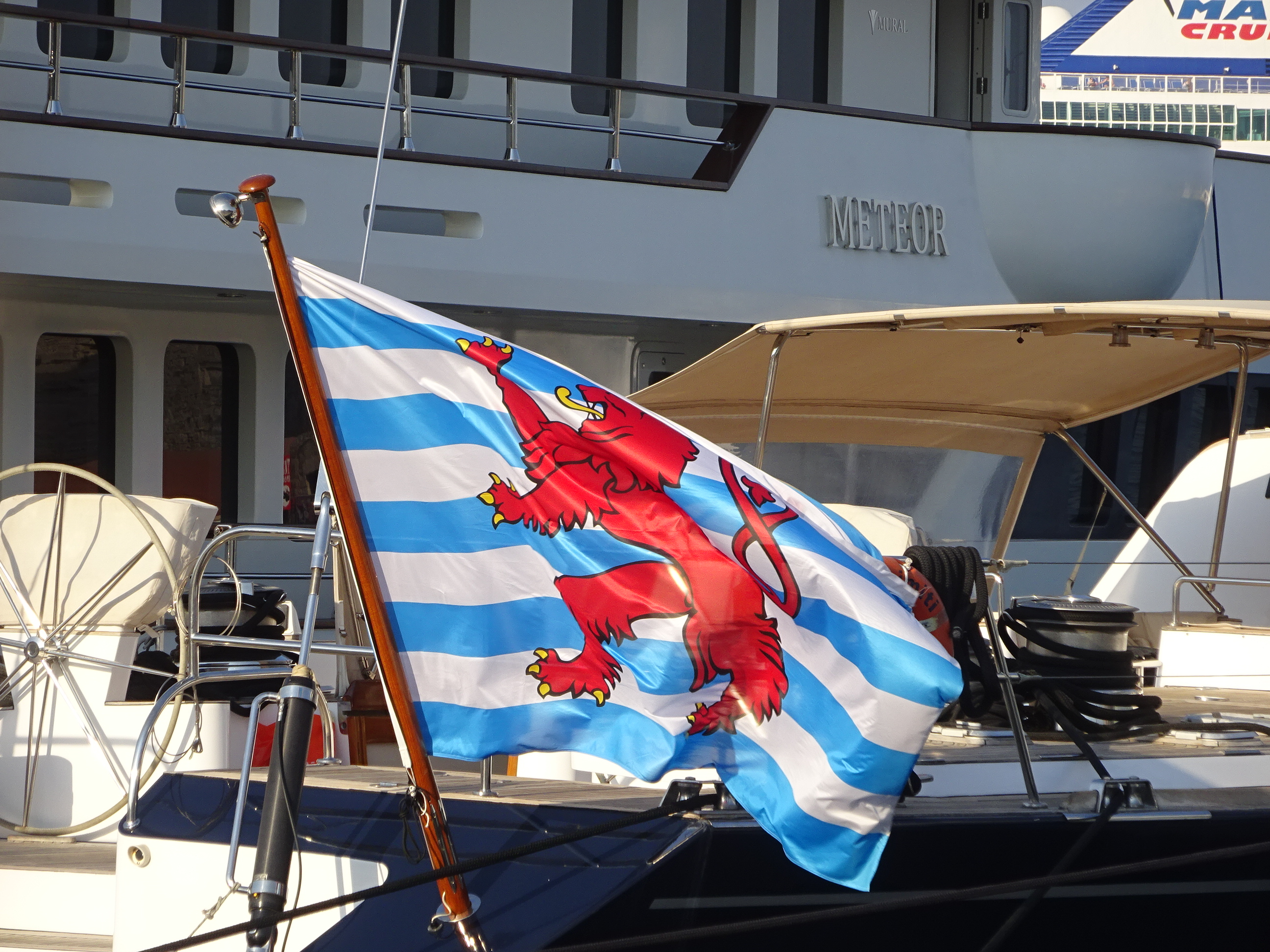
Le pavillon de la batellerie et de l'aviation.
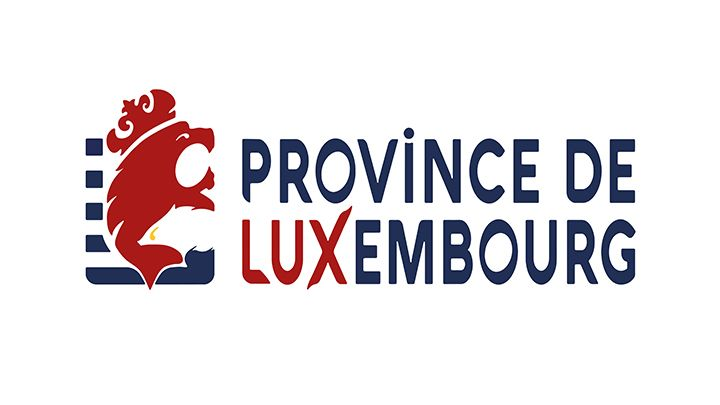
Le Logo de la province de Luxembourg.
Le drapeau du gouverneur de la province de Luxembourg, reprenant les armoiries de la province de Luxembourg.
Armoiries de la ville d'Arlon, chef-lieu de la province.